# Непълнолетие
„Непълнолетие“ е български телевизионен игрален филм (драма, семеен) от 1981 година на режисьора Александър Обрешков, по сценарий на Вера Мутафчиева. Оператор е Георги Николов. Художник е Александър Обрешков. Музиката във филма е композирана от Симеон Щерев.

## Сюжет
17-годишният Краси, преди да навърши пълнолетие, решава да поеме самостоятелно своя път в живота. Майка му го подкрепя в това решение. Така той среща любовта, приятелството, подлостта. В сюжетен възел на филма се превръщат взаимоотношенията между Краси и приятелят му Пепи... Отивайки на работа на един голям строеж, двамата приятели се превръщат в две страни на един конфликт – за принципа и за компромиса.

## Актьорски състав
- Веселин Ранков – Краси
- Емил Джуров – Пепи
- Светла Атанасова – Лена

Участват още:
- Димитър Манчев – чичото на Лена бай Сотир
- Стоян Миндов
- Мая Зуркова – майката на Краси
- Иван Бързев
- Миланка Пенева
- Димитър Ангелов
- Веско Зехирев – работник от бригадата
- Асен Димитров
- Велико Стоянов
- Панайот Янев – работник от бригадата
- Христо Рашков

В епизодите:
- Р. Нанкова
- Ст. Сърданов
- Вл. Русинов
- Иб. Орханов
- Кр. Кръстев
- Ив. Граматиков
- Й. Димитрова
- Т. Карбова
- Кр. Константинова
- И. Грозданова
- Н. Попова
- И. Тодева
- Т. Гайдарджиев
- Иван Обретенов (като Ив. Обретенов) – милиционерът на гарата
- Ж. Дянков
- Ив. Божков
- Александър Лилов (като Ал. Лилов) – шофьорът
- Владимир Йочев (като Вл. Йочев) – Коце Парата
- К. Върбанов
- М. Колев
- М. Дамянов
- Т. Георгиев
- Я. Янев
- Дичо Дичев (като Д. Дичев) – Боцмана
- Е. Христов